# Championnat de France de football de deuxième division 1976-1977
Navigation
Division 2 1975-1976 Division 2 1977-1978
Le championnat de France de football D2 1976-1977 avec deux poules géographiques de 18 clubs avec l’attribution du titre au Racing Club de Strasbourg qui accède en première division en compagnie de l'AS Monaco et du FC Rouen.

## Les 36 clubs participants
| Groupe A - Gazélec Ajaccio - AS Angoulême - AC Arles - AJ Auxerre - Olympique avignonnais - AS Béziers - FC Bourges - AS Cannes - Entente Fontainebleau - FC Gueugnon - FC Martigues - AS Monaco - Paris FC - Red Star FC - FC Sète - SC Toulon - US Tavaux-Damparis - Toulouse FC | Groupe B - Amiens SC - RCFC Besançon - US Boulogne - Stade brestois - SM Caen - LB Châteauroux - ECAC Chaumont - USL Dunkerque - SAS Épinal - SC Hazebrouck - FC Lorient - Amicale de Lucé - US Nœux-les-Mines - Stade Quimpérois - FC Rouen - SR Saint-Dié - RC Strasbourg - Tours FC |

## Classement Final

### Groupe A
| Rang | Équipe                | Pts | J  | G  | N  | P  | Bp | Bc | Diff |
| ---- | --------------------- | --- | -- | -- | -- | -- | -- | -- | ---- |
| 1    | AS Monaco             | 48  | 34 | 19 | 10 | 5  | 64 | 35 | +29  |
| 2    | FC Gueugnon           | 45  | 34 | 18 | 9  | 7  | 54 | 32 | +22  |
| 3    | SC Toulon             | 44  | 34 | 16 | 12 | 6  | 49 | 30 | +19  |
| 4    | Olympique avignonnais | 40  | 34 | 15 | 10 | 9  | 53 | 31 | +22  |
| 5    | AJ Auxerre            | 38  | 34 | 13 | 12 | 9  | 48 | 30 | +18  |
| 6    | Toulouse FC           | 37  | 34 | 15 | 7  | 12 | 72 | 60 | +12  |
| 7    | AS Angoulême          | 37  | 34 | 16 | 5  | 13 | 50 | 46 | +4   |
| 8    | AS Béziers            | 37  | 34 | 14 | 9  | 11 | 41 | 50 | -9   |
| 9    | Red Star FC           | 36  | 34 | 14 | 8  | 12 | 38 | 32 | +6   |
| 10   | FC Martigues          | 35  | 34 | 14 | 7  | 13 | 51 | 47 | +4   |
| 11   | AS Cannes             | 34  | 34 | 14 | 7  | 13 | 48 | 46 | +2   |
| 12   | Paris FC              | 34  | 34 | 12 | 10 | 12 | 49 | 33 | +16  |
| 13   | Entente Fontainebleau | 30  | 34 | 13 | 4  | 17 | 40 | 41 | -1   |
| 14   | AC Arles              | 30  | 34 | 9  | 12 | 13 | 37 | 46 | -9   |
| 15   | Gazélec Ajaccio       | 29  | 34 | 9  | 11 | 14 | 33 | 47 | -14  |
| 16   | FC Bourges            | 21  | 34 | 6  | 9  | 19 | 29 | 56 | -27  |
| 17   | US Tavaux-Damparis    | 21  | 34 | 7  | 7  | 20 | 38 | 69 | -31  |
| 18   | FC Sète               | 15  | 34 | 5  | 5  | 24 | 26 | 89 | -63  |

 Victoire à 2 points

### Groupe B
Victoire à 2 points
| Rang | Équipe              | Pts | J  | G  | N  | P  | Bp | Bc | Diff |
| ---- | ------------------- | --- | -- | -- | -- | -- | -- | -- | ---- |
| 1    | RC Strasbourg R     | 49  | 34 | 23 | 3  | 8  | 84 | 26 | +58  |
| 2    | FC Rouen            | 44  | 34 | 17 | 10 | 7  | 62 | 39 | +23  |
| 3    | Tours FC            | 39  | 34 | 14 | 11 | 9  | 58 | 44 | +14  |
| 4    | Amicale de Lucé P   | 37  | 34 | 14 | 9  | 11 | 47 | 43 | +4   |
| 5    | Stade Quimpérois P  | 36  | 34 | 15 | 6  | 13 | 48 | 44 | +4   |
| 6    | RC Besançon         | 36  | 34 | 14 | 8  | 12 | 45 | 43 | +2   |
| 7    | SAS Épinal          | 35  | 34 | 13 | 9  | 12 | 44 | 50 | -6   |
| 8    | LB Châteauroux      | 34  | 34 | 13 | 8  | 13 | 41 | 42 | -1   |
| 9    | US Nœux-les-Mines P | 33  | 34 | 11 | 11 | 12 | 31 | 31 | 0    |
| 10   | Stade brestois      | 32  | 34 | 12 | 8  | 14 | 39 | 44 | -5   |
| 11   | Chaumont FC         | 32  | 34 | 13 | 6  | 15 | 44 | 65 | -21  |
| 12   | USL Dunkerque       | 31  | 34 | 9  | 13 | 12 | 42 | 47 | -5   |
| 13   | SR Saint-Dié        | 31  | 34 | 8  | 15 | 11 | 27 | 45 | -18  |
| 14   | US Boulogne         | 30  | 34 | 11 | 8  | 15 | 36 | 40 | -4   |
| 15   | SM Caen             | 30  | 34 | 11 | 8  | 15 | 43 | 51 | -8   |
| 16   | FC Lorient          | 28  | 34 | 9  | 10 | 15 | 36 | 46 | -10  |
| 17   | Amiens SC           | 28  | 34 | 10 | 8  | 16 | 36 | 50 | -14  |
| 18   | SC Hazebrouck       | 27  | 34 | 9  | 9  | 16 | 35 | 48 | -13  |

| Légende : Qualifications et relégations | Légende : Qualifications et relégations |
| --------------------------------------- | --------------------------------------- |
|                                         | Promu en Première division              |
|                                         | Participation aux barrages              |
|                                         | Relégation en troisième division        |
|                                         | P : Promu R : Relégué                   |

## À l’issue de ce championnat
- L’AS Monaco, le RC Strasbourg et le FC Rouen sont promus en championnat de première division.
- Les trois équipes reléguées de la première division sont le Stade rennais FC, le SCO Angers et le Lille OSC.
- Les six équipes reléguées en Championnat de France de division 3 sont le FC Bourges, l'US Tavaux-Damparis, le FC Sète, le FC Lorient, le SC Amiens et SC Hazebrouck.
- L'AS Poissy, l'En Avant de Guingamp, l'Olympique d'Alès, le Limoges FC, les SR Haguenau et l'US Melun sont promus en championnat de deuxième division.

## Attribution du titre
La formule du tournoi est appliquée pour permettre de décerner le titre honorifique de champion de France de division 2. Les vainqueurs de chaque groupe vont se rencontrer sur un match aller/retour et le meilleur sera alors sacré champion.
- RC Strasbourg 2-0 AS Monaco
- AS Monaco 1-1 RC Strasbourg

Le Racing Club de Strasbourg est sacré champion de France de Deuxième division.

## Barrages pour l'accession en division 1
Les deux deuxièmes de chaque groupe vont se rencontrer en matchs aller-retour pour déterminer le troisième club qui accèdera en 1re division.
| Barrages - FC Rouen 1-3 FC Gueugnon - FC Gueugnon 0-3 FC Rouen |

À l'issue des barrages, le FC Gueugnon reste en deuxième division tandis que le FC Rouen est promu en première division.

## Buteurs
| Place | Joueur            | Nationalité | Club             | Buts | Groupe |
| ----- | ----------------- | ----------- | ---------------- | ---- | ------ |
| 1er   | Delio Onnis       | Argentine   | AS Monaco        | 29   | Gr A   |
| -     | Joaquim Martínez  | Argentine   | Toulouse FC      | 29   | Gr A   |
| 3e    | Albert Gemmrich   | France      | RC Strasbourg    | 24   | Gr B   |
| 4e    | Sarr Boubacar     | Sénégal     | AS Cannes        | 23   | Gr A   |
| 5e    | Jacques Castellan | France      | Stade Quimpérois | 21   | Gr B   |

## Liens
- http://www.rsssf.com/tablesf/fran2hist.html

## Sources
- L'Équipe (Août 1976 à juin 1977)
- France Football (Août 1976 à juin 1977)